# Hopfenmarkt 20 (Aschersleben)

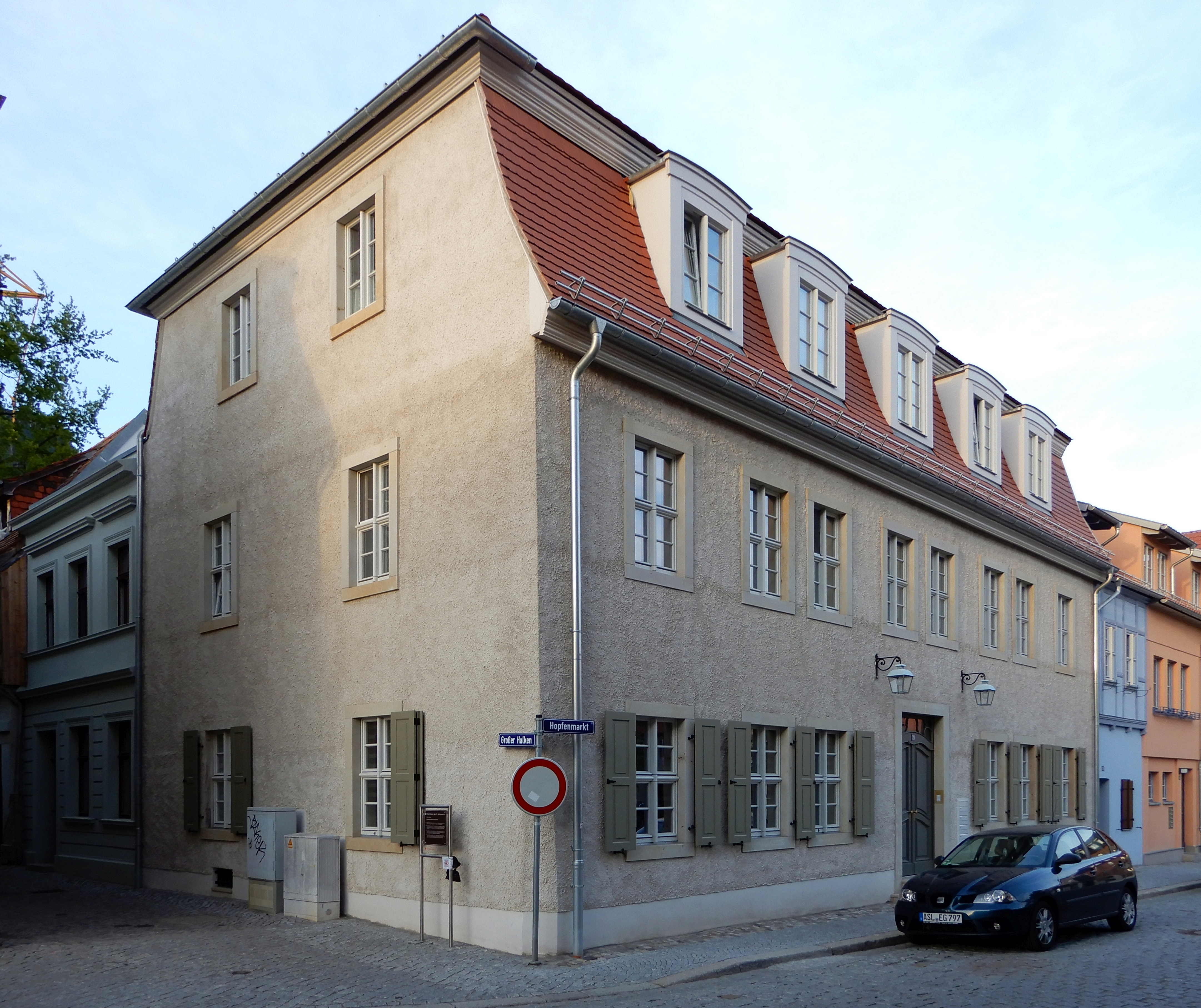
Hopfenmarkt 20

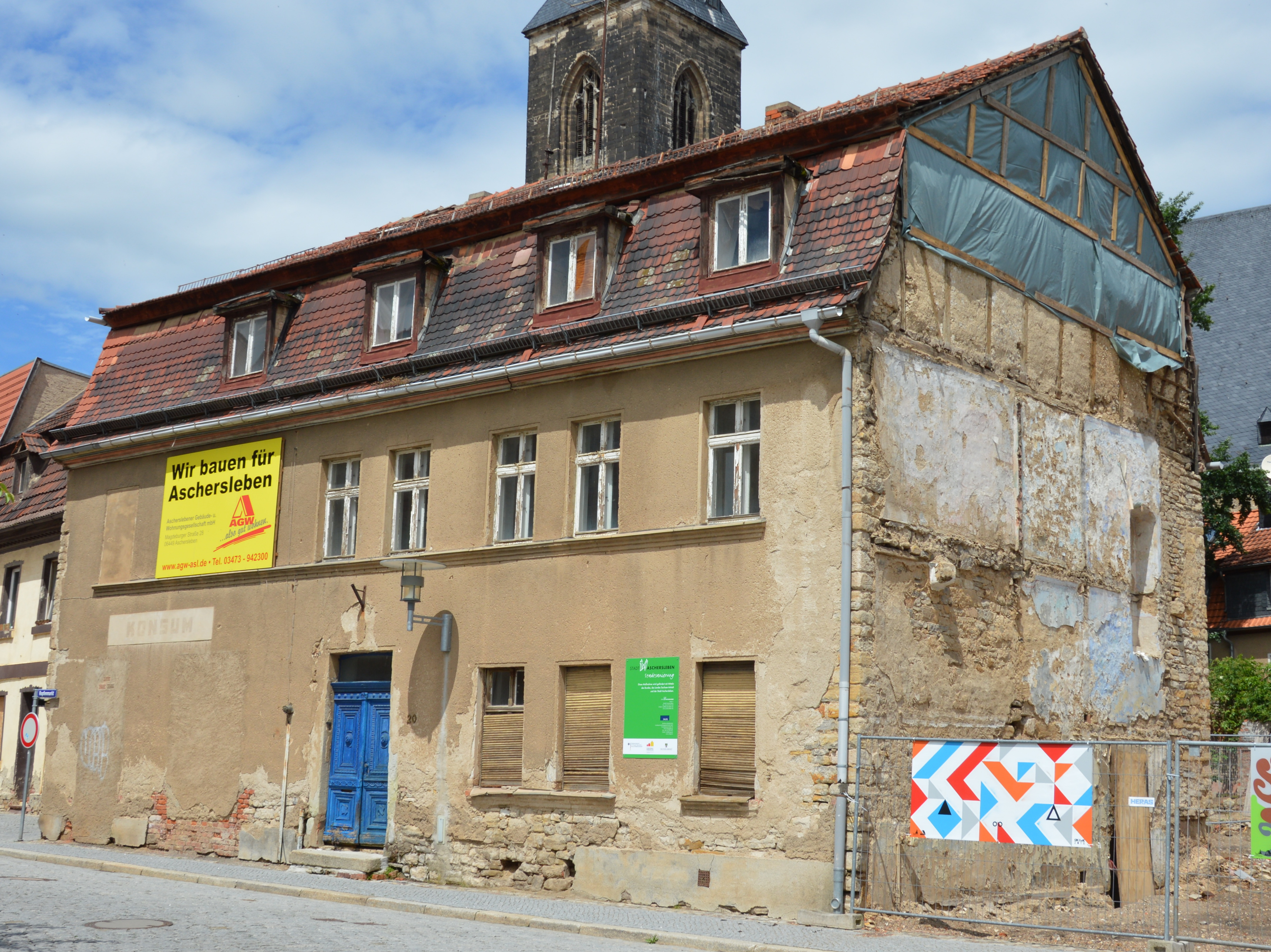
Hopfenmarkt 20 vor der Sanierung

Der Hopfenmarkt 20 ist ein denkmalgeschütztes Wohnhaus in Aschersleben in Sachsen-Anhalt.

## Lage
Es befindet sich im südlichen Teil der Ascherslebener Innenstadt, an der Ostseite der Einmündung der Gasse Großer Halken auf die Straße Hopfenmarkt.

## Geschichte und Architektur
Das im barocken Stil in massiver Bauweise errichtete Wohnhaus entstand im 18. Jahrhundert. Der schlicht gestaltete Bau ist von einem Mansarddach bedeckt. Bemerkenswert ist eine aus dem 19. Jahrhundert stammende, prächtig gestaltete Haustür.
Im Jahr 2014 erwarb die Wohnungsgesellschaft Aschersleben (AGW) das Gebäude und begann im September 2016 mit der Sanierung des Hauses, die im Dezember 2017 abgeschlossen war.
Im örtlichen Denkmalverzeichnis ist das Wohnhaus unter der Erfassungsnummer 094 80495 als Baudenkmal verzeichnet.